# Тафель, Александр Моисеевич
Александр Моисеевич Тафель (род. 22 сентября 1940) — российский кинооператор.
В настоящее время проживает в Кёльне, Германия.

## Фильмография
- 1968 — Улыбнись соседу (фильм)[1]
- 1968 — Интервью, которого не было Фильм-биография. Производство: Экран. О творчестве балерины Виолетты Бовт.
- 1974 — Паганини (фильм-балет), Производство: Экран. Балет на музыку С. Рахманинова «Рапсодия на тему Паганини» посвящён гениальному музыканту и композитору Н. Паганини. Хореография- Л. Лавровского. Рапсодия звучит в исполнении американского пианиста В. Клиберна и Симфонического оркестра Московской Государственной филармонии, дирижёр — К. Кондрашин.[2]
- 1978 — Кармен-сюита (фильм-балет)[3]
- 1979 — Танцует Людмила Семеняка (документальный). Производство: Творческое объединение "Экран", режиссёр Феликс Слидовкер.
- 1982 — фильм-балет «Семь красавиц». Музыка Кара Караева. Режиссёр — Феликс Слидовкер. (Азербайджанфильм)
- 1985 — Про кота... (фильм)[4]
- 1986 — Моя жизнь – музыка. О жизни и творчестве лауреата Госпремии СССР, н.а. СССР дирижера К. К. Иванова.[5]
- 1987 — Прозрение (фильм)[6]
- 1987 — Поединок (фильм). Производство: Экран, Режиссёр: Ф. Слидовкер Автор сценария: Б. Эйфман. Оператор: Г. Рерберг, А. Тафель[2]
- 1988 — Шекспириана (фильм-балет)[7]
- 1988 — Валенсианская вдова (фильм-балет)[7]
- 1989 — Асаф Мессерер (документальный)[7]
- 1989 - Мастера русской оперы. Жизнь и роли Ивана Петрова. (документальный) Производство: Творческое объединение "ЭКРАН".
- 1990 — Поцелуй феи. Производство: Союзтелефильм. Балет И. Стравинского по мотивам сказки Х. К. Андерсена «Ледяная дева».[2]
- 1993 — Давайте без фокусов![8]
- 1993 — Звезды русского балета (фильм)[9]
- 1995 — Мусоргский, Шостакович — Покровский, Ростропович. «Хованщина» в Большом (фильм)

Борис Покровский доволен деликатностью компании ВИД: "В Центральном доме актера состоялся просмотр фильма режиссёра Георгия Бабушкина «Мусоргский, Шостакович — Покровский, Ростропович. 'Хованщина' в Большом». Оператор Александр Тафель в течение месяца снимал репетиции Покровского и Ростроповича. 36 часов отснятого материала вошли в полуторачасовой фильм. Картина построена по простому принципу, по которому легче всего представить оперное произведение — репетиционный момент трансформируется в сцену из готового спектакля. Борис Покровский, присутствовавший на премьерном показе картины, отметил, что очень доволен сотрудничеством со съемочной группы телекомпании ВИД: «Это было очень деликатно и не мешало нашей работе, а взглянуть со стороны на свою работу всегда интересно».
Подробнее: http://www.kommersant.ru/doc/123978»

### Концерты
- 1977 — В вечерний час[10]